# اریک گرانت مایلز
اریک گرانت مایلز (انگلیسی: Eric Miles؛ ۱۱ اوت ۱۸۹۱ – ۳ نوامبر ۱۹۷۷) فرد نظامی اهل بریتانیا بود. وی همچنین برندهٔ جوایزی همچون صلیب نظامی شده‌است.